# R-Girl’s Rock!
Az R-Girl’s Rock! (a borító írásmódja szerint R-GIRL’s ROCK!) a Scandal japán együttes második mini-albuma, első feldolgozásalbuma, mely 2010. november 17-én jelent meg. Az R-Girl’s Rock! első és egyetlen kislemeze a Secret Base (kimi ga kureta mono) 2010. április 21-én jelent meg kizárólag digitális úton. Az albumot a Scandal Temptation Box Tour 2010 ~Yeah! tte Iei!~ nevű koncertkörútjuk alatt vették fel.
A korong a kilencedik helyen mutatkozott be az Oricon slágerlistáján a 13 555 eladott példányával. A lemezből összesen 19 908 példány kelt el Japánban. A Billboard Japan Top Albums listáján a nyolcadik helyezést érte el.

## Háttér
A lemez címe a „respect girl’s rock”, azaz „tiszteld a lányok rockját” rövidítése. Ono Haruna, az együttes frontemberének elmondása szerint a „lányok rockja” kifejezés Jamagucsi Momoéra utal, mivel gyermekkorukban számtalanszor hallották a televízióban, amint ezt mondta és éppen ezért választották be az album dalai közé a Rock ’n’ Roll Widow című számát. A Sunny Day Sunday című dalnál Rina először vette át a főénekes szerepét Harunától.

## Számlista
| CD (ESCL-3562) | CD (ESCL-3562)                                                     | CD (ESCL-3562)   | CD (ESCL-3562)   | CD (ESCL-3562)  | CD (ESCL-3562) | CD (ESCL-3562) | CD (ESCL-3562) | CD (ESCL-3562) | CD (ESCL-3562) |
| #              | Cím                                                                | Dalszöveg        | Zene             | Eredeti előadó  | Hossz          |                |                |                |                |
| -------------- | ------------------------------------------------------------------ | ---------------- | ---------------- | --------------- | -------------- | -------------- | -------------- | -------------- | -------------- |
| 1.             | Roppongi sindzsú (六本木心中)                                      | Jukava Reiko     | Nobody           | Ann Lewis       | 4:25           |                |                |                |                |
| 2.             | Koibito ga Santa Claus (恋人がサンタクロース)                      | Macutoja Jumi    | Macutoja Jumi    | Macutoja Jumi   | 4:07           |                |                |                |                |
| 3.             | Sinky-York                                                         | Hasi Dzsinta     | Hasi Dzsinta     | Jitterin’ Jinn  | 4:55           |                |                |                |                |
| 4.             | Rock ’n’ Roll Widow (ロックンロール・ウィドウ)                     | Aki Jóko         | Uzaki Rjúdó      | Jamagucsi Momoe | 3:22           |                |                |                |                |
| 5.             | Daydream                                                           | Yuki             | Onda Josihito    | Judy and Mary   | 4:03           |                |                |                |                |
| 6.             | Sunny Day Sunday                                                   | Akabane Nacujo   | Szuzuki Akinori  | Sentimental Bus | 2:26           |                |                |                |                |
| 7.             | Secret Base (kimi ga kureta mono) (secret base ～君がくれたもの～) | Macsida Norihiko | Macsida Norihiko | Zone            | 5:17           |                |                |                |                |
| 28:23          |                                                                    |                  |                  |                 |                |                |                |                |                |

## Megjelenések
| Régió     | Dátum              | Formátum               | Kiadó | Katalógusszám |
| --------- | ------------------ | ---------------------- | ----- | ------------- |
| Japán     | 2010. november 17. | CD, digitális letöltés | Epic  | ESCL–3562     |
| Hongkong  | 2010. november 19. | CD, digitális letöltés | Epic  | 88697810102   |
| Tajvan    | 2010. december 24. | CD, digitális letöltés | Epic  | 88697810102   |
| Szingapúr | 2011 május         | CD, digitális letöltés | Epic  | 88697810102   |